# Контактне зварювання

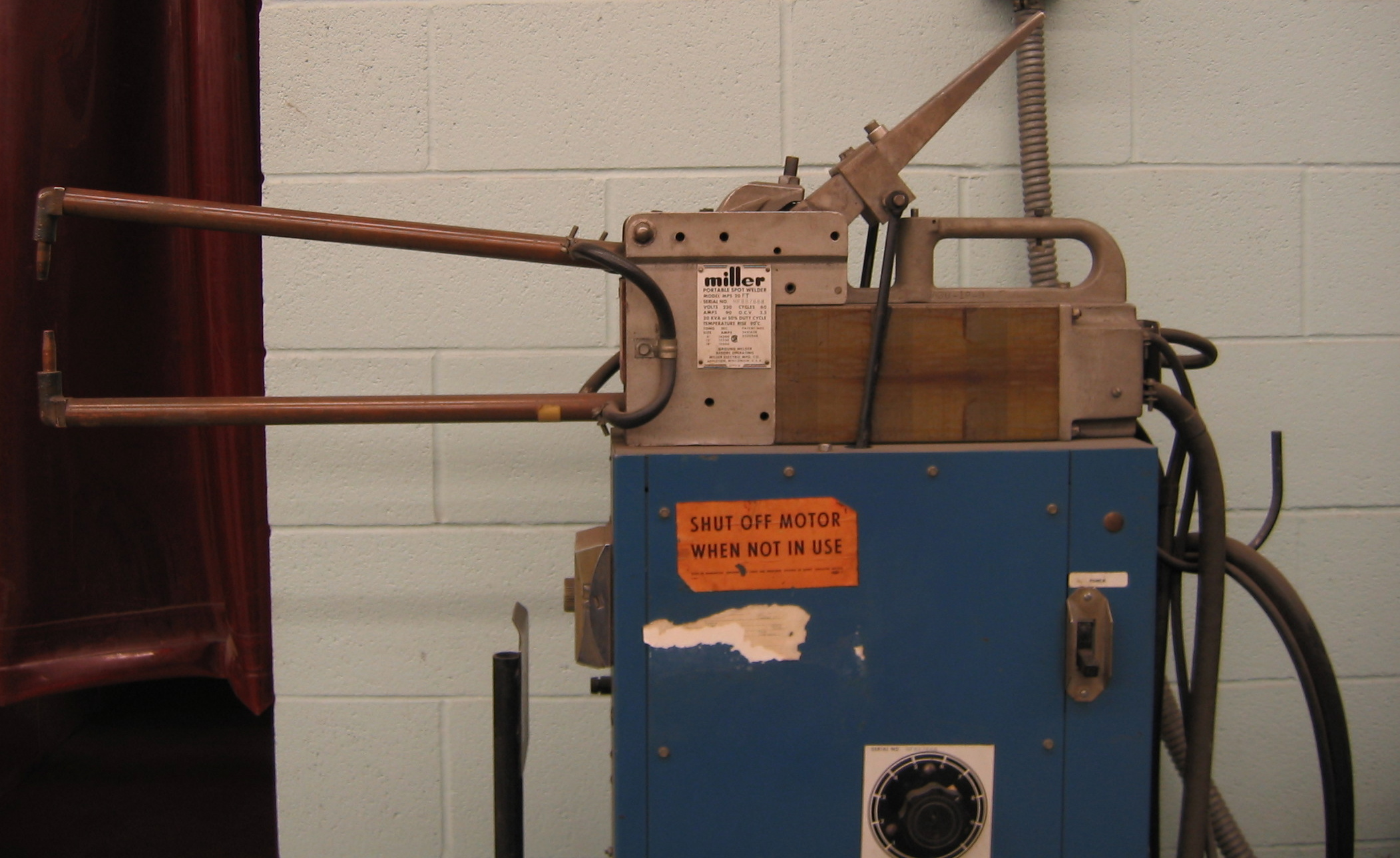
Установка для контактного точкового зварювання

Анімована схематична діаграма контактного точкового зварювання

Конта́ктне зва́рювання — зварювання тисненням із попереднім нагріванням з'єднуваних поверхонь заготовок теплом, що виділяється в місцях їхнього контактування під час проходження електричного струму.
Контактне зварювання об'єднує велику групу способів зварювання, загальними ознаками яких є нагрівання заготовок від пропускання електричного струму та які перебувають під впливом зовнішнього зусилля, що забезпечує їх взаємне притискання. Отже вводиться два види енергії: теплова від проходження струму та механічна.
Тиск при контактному зварюванні забезпечує формування стійкого контакту з певними характеристиками або деформування зони зварювального з'єднання з метою покращення структури зони шва та зменшення напружень і деформацій. Доля енергії, яка витрачається на створення тиску в зоні зварювання становить лише декілька відсотків від її загальної кількості, яка вводиться в з'єднання.
Принципові можливості ведення процесу при контактному зварюванні такі:
- з нагрівом металу до високопластичного стану без плавлення;
- з плавленням металу в зоні зварювання й утворенням литої структури (литого ядра).

В промисловості використовують обидва способи, але зварювання з плавленням енергетично вигідніше, тому, що опір перехідного контакту більший і це визначає меншу потребу зварювального струму. Крім того існує більша гарантія утворення якісного з'єднання, тому що лите ядро зручніше контролювати.
Використовують контактне зварювання лише для зварювання металів. Основним джерелом енергії є теплота, яка виділяється в зоні контакту при проходженні електроструму, за рахунок того, що опір в цій зоні вищий ніж опір основного металу.
Загальна кількість теплоти Q, яка виділяється в електричному контакті, відповідно до закону Джоуля-Ленца визначається за формулою:
{\displaystyle Q\ =\ I^{2}Rt} ,
де I — струм, який проходить через контакт, А; R — контактний опір, Ом; t — тривалість контакту, с.
Електричний опір металу малий і становить, приблизно, десятки мікроом, тривалість контакту — долі секунди (для запобігання газонасичення металу). Тому, для виділення достатньої кількості енергії при контактному зварюванні потрібно використовувати значний струм та специфічне обладнання.
До різновидів контактного зварювання належать: стикове, точкове, рельєфне, шовне.